# Juliana Harkavy
Juliana Jay Harkavy (New York, 1º gennaio 1985) è un'attrice statunitense.

## Biografia
Figlia di Berta Carela e Michael Harkavy, ex-vice presidente della WB Publishing, della WB'Kids e della Warner Bros. Interactive Entertainment, inizia la sua carriera inizia all'età di dieci anni. 
Ha studiato per nove anni recitazione allo Young Actors Space di Sherman Oaks, in California, e ha frequentato il primo anno delle superiori al liceo francese di Los Angeles, con un periodo anche nel sud della Francia. Conclude gli studi alla Milken Community High School di Los Angeles e alla Tisch School of Arts. Esperta suonatrice di pianoforte, chitarra e flauto vive in vari stati americani e in Francia. E'sposata con Peter Kupchick dal 2014.
Il 20 Aprile 2020 Juliana Harkavy ha annunciato di essere divorziata dal marito Peter Kupchick dopo sei anni di matrimonio.

## Filmografia

### Cinema
- La piccola principessa (A Little Princess), regia di Alfonso Cuarón (1995)
- Flushed, regia di Emily Wiedemann (2005) (cortometraggio)
- Love is Blind, regia di Andy Holton (2006) (cortometraggio)
- La mia super ex-ragazza (My Super Ex-Girlfriend), regia di Ivan Reitman (2006)
- Whatever Lola Wants, regia di Tommy Demos (2010) (cortometraggio)
- L'incredibile storia di Winter il delfino (Dolphin Tale), regia di Charles Martin Smith (2011)
- If You Only Knew, regia di Jorgea Hernando (2011)
- Renee - La mia storia (To Write Love on Her Arms), regia di Nathan Frankowski (2012)
- A Feeling from Within, regia di Michael Yebba (2012)
- Finding Joy, regia di Carlo De Rosa (2013)
- L'incredibile storia di Winter il delfino 2 (Dolphin Tale 2), regia di Charles Martin Smith (2014)
- Marriage Material, regia di Ann Deborah Fishman e Dave DeBorde (2014)
- Last Shift, regia di Anthony DiBlasi (2014)
- House of Bodies, regia di Alex Merkin (2014)

### Televisione
- The Glades – serie TV, episodio 1x06 (2010)
- Big Mike – film TV (2011)
- Graceland – serie TV, episodio 1x03 (2013)
- The Walking Dead – serie TV, episodi 4x07-4x08 (2013)
- Constantine – serie TV, episodio 1x07 (2014)
- Belove the Surface – Film TV, regia di Damián Romay (2016)
- Arrow – serie TV, 76 episodi (2017-2020) Dinah Drake / Black Canary
- The Flash – serie TV, episodio 4x08 (2017)
- Legends of Tomorrow – serie TV, episodio 3x08 (2017)

## Doppiatrici italiane
Nelle versioni in italiano delle opere in cui ha recitato, Juliana Harkavy è stata doppiata da:
- Angela Brusa in Arrow, The Flash, Legends of Tomorrow
- Selvaggia Quattrini in The Walking Dead